# Курт Шорк
Курт Ерік Шорк (англ. Kurt Erich Schork, 24 січня 1947 р. — 24 травня 2000 р.) — американський репортер і військовий кореспондент. Він потрапив у засідку й загинув під час репортажу для Reuters в Сьєрра-Леоне разом з іспанським оператором Мігелем Гілом Морено де Мора, який працював на телебаченні Associated Press. Ще два журналісти Reuters — південноафриканський оператор Марк Чішольм і грецький фотограф Янніс Бехракіс отримали поранення в результаті цього нападу.

## Кар'єра
Курт Шорк народився у Вашингтоні. У 1969 році закінчив Джеймстаунський коледж, і в цьому ж році навчався в Оксфордському університеті — у той же час, що і майбутній президент США Білл Клінтон. Перед тим, як стати журналістом, Шорк працював розробником нерухомості, політичним радником, а потім начальником штабу Нью-Йоркського органу транзиту.
Курт Шорк розповів про численні конфлікти та війни, включаючи Балкани, Ірак, Чечню, Іракський Курдистан, Шрі-Ланку і Східний Тимор.
Він розповів світові про Ромео і Джульєтту з Сараєво - про молоду пару: Бошко Бркича і Адміру Ісмич — православного боснійського серба і мусульманську боснійську дівчину, убитих під час облоги Сараєво. Після того, як вони були розстріляні снайпером під час спроби втекти з району військових дій, їхні тіла залишалися на мосту ще протягом восьми днів. Вони стали відомі як Ромео і Джульєтта, коли з'явилася висвітлена Куртом Шорком історія їхньої непохитної любові. Перед прийняттям рішення бігти з зони конфлікту, молода пара стала сурогатними батьками двох синів для Брана — двоюрідного брата Адміри, який був вбитий в Сараєво 60-міліметровим снарядом, а сини врятувалися, бо в той час спали. Рішення Бошко втекти з Адмірою було прийняте під впливом того факту, що під час Другої світової війни його дід був викликаний в Хорватію до поліцейського відділення прогітлерівськими фашистами, і він його ніколи більше не бачив.

## Робота Курта Шорка в Сараєво
Оригінальне посилання Курта Шорка, що розповідає про історію Ромео і Джульєтти в Сараєво.
Після смерті Шорка, за його особистим побажанням, після кремації половина його праху було поховано поруч зі своєю матір'ю в Вашингтоні, округ Колумбія, і половина на «Groblje Lav» (The Lion Cemetery) в Сараєво, поруч з могилою Бошко і Адміри, центральних фігур у відомому сюжеті Шорка.
Ім'я Курта було посмертно увіковічнене в назві вулиці Курта Шорка в Сараєво, у присвяченому йому виданні Kurt Schork в коледжі Jamestown (його alma mater), і в документальному фільмі «Ромео і Джульєтта» в Сараєво.

## Меморіальний фонд і нагороди Курта Шорка
Метою створення й діяльності меморіального фонду та нагороди пам'яті Курта Шорка є визнання та допомога журналістам-фрілансерам та місцевим журналістам, які роблять внесок у міжнародне висвітлення та розуміння подій, але чия робота часто не вважається важливою. Нагороди включають дві грошові премії в розмірі 5000 доларів США, кожна з яких забезпечує фінансову підтримку, щоб допомогти переможцям продовжити журналістську розслідувальну діяльність. Хоча місцеві журналісти в країнах, що розвиваються, надзвичайно ризикують у процесі викриття корупції і несправедливості, проте вони рідко заробляють достатньо грошей, щоб підтримати себе і свої сім'ї. Аналогічно, фрілансери живуть від роботи до роботи, ніколи не знаючи, коли настане наступне завдання, куди це може призвести або як довго триватиме. З цими нагородами Фонд покликаний допомогти полегшити важке матеріальне становище журналістів задля їхньої продуктивної подальшої роботи.